# Кам, Шарон
Шарон КАМ (нем. Sharon Kam, 11 августа 1971, Хайфа) — израильская кларнетистка.

## Биография
Дебютировала в 1987 с Израильским филармоническим оркестром под управлением Зубина Меты. Получила одобрение Айзека Стерна. Окончила Джульярдскую школу.

## Репертуар
В репертуаре кларнетистки такие композиторы, как Моцарт, Л.Шпор, К.Стамиц, Вебер, Шуман, Россини, Брух, Дебюсси, Хиндемит, А.Копланд, Э.Денисов, а также современные мастера (П.Ружичка, К.Пендерецкий, Бретт Дин, Манфред Троян и др.).

## Творческие контакты
Выступала с такими артистами, как Г.Шифф, Б.Бонней, К.Кашкашьян, Л.Фогт, К.Тецлафф, Т.Циммерман, Л.Кавакос, И.Голан.

## Признание
Лауреат Международного музыкального конкурса ARD (Мюнхен, 1992). Премия ЭХО-Классик (1998, 2006).